# Граши, Ашот Багдасарович
Ашот Багдасарович Граши (арм. Աշոտ Գրաշի, наст. фамилия — Григорян, 9 мая 1910 года, Баку — 28 февраля 1973 года, Ереван) — армянский советский поэт, переводчик, член Союза писателей СССР с 1935 года. Литературное имя Граш составлено из фамилии и имени поэта.

## Биография
Родился в семье рабочего-нефтяника.
Печататься начал с 1929 года. Окончил исторический факультет Ереванского государственного университета (1933). Работал в Библиотеке имени Ленина в Баку, в газете «Коммунист» (Баку), заведующий отделом искусства и литературы.
Член ВКП(б) с 1941 года.
Участник Великой Отечественной войны, в 1943 году признан негодным к военной службе и демобилизован
С 1946 года жил и работал в Ереване.
Надгробие — Левон Игитян.